# Korytarz nad Piargiem
Korytarz nad Piargiem – jaskinia w Dolinie Miętusiej w Tatrach Zachodnich. Wejście do niej znajduje się w Wielkiej Świstówce, u podnóża Progu Litworowego, na wysokości 1432 metrów n.p.m. Długość jaskini wynosi 16 metrów, a jej deniwelacja 7,5 metrów.

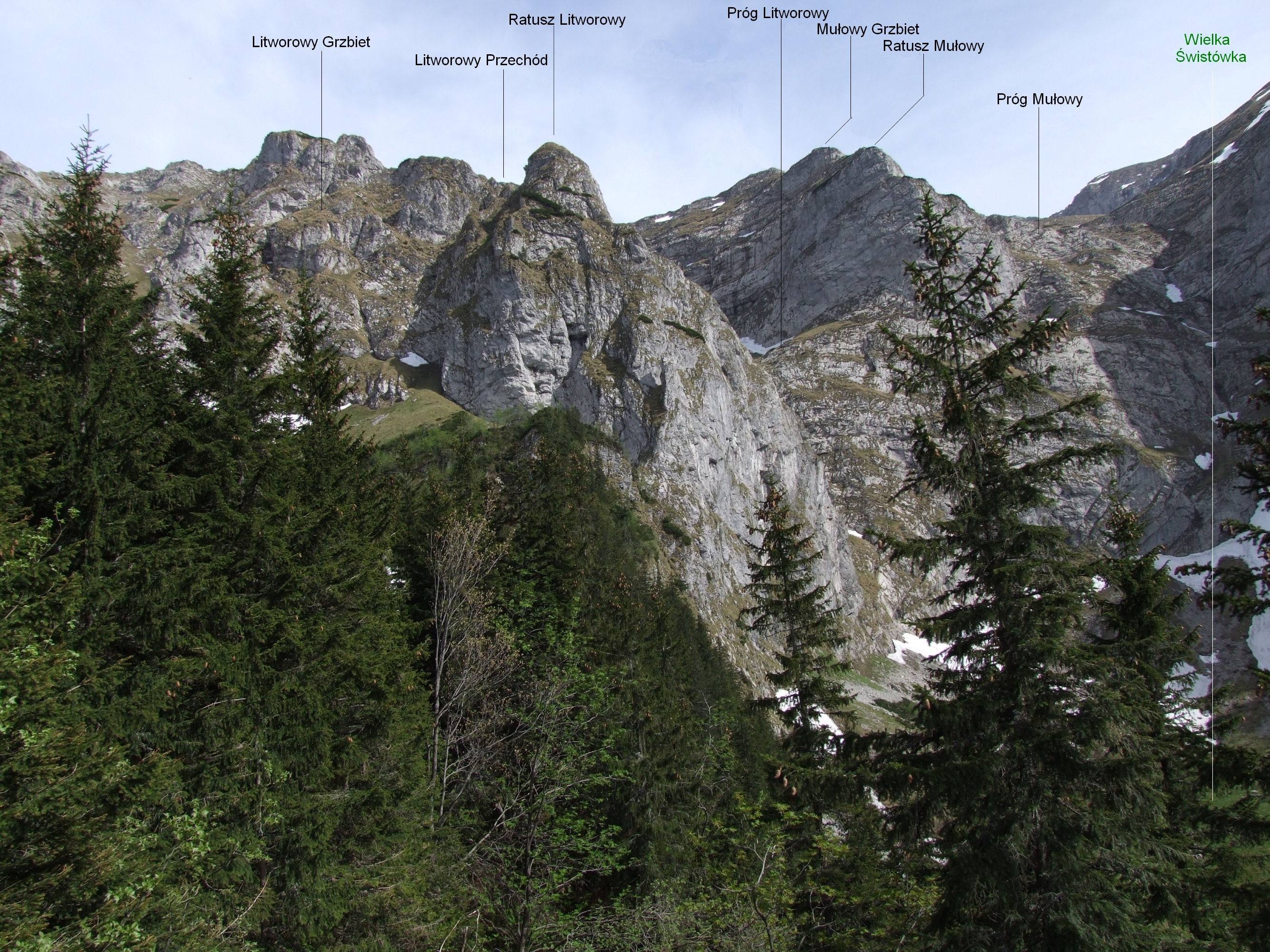
Wielka Świstówka i Próg Litworowy

## Opis jaskini
Jaskinię stanowi idący do góry, prosty korytarz zaczynający się w niewielkim otworze wejściowym, a kończący salką. Z niej odchodzi ciasny, wiodący przez dwa prożki, wąski korytarzyk przechodzący w niedostępną szczelinę.

## Przyroda
W jaskini brak jest nacieków. Ściany są mokre, rosną na nich glony i porosty.

## Historia odkryć
Jaskinia była prawdopodobnie znana od dawna. Jej opis i plan sporządzono w 1981 roku.